# مقتدر (اسم)
مقتدر هو اسم علم مذكر من أصل عربي، ومعناه هو القوي القادر المتمكن، والمقتدر بالله (ت 320هـ) خليفة عباسي.

## وصلات خارجية
- موسوعة السلطان قابوس لأسماء العرب